# Liste der Bodendenkmäler in Thaining
Auf dieser Seite sind die Bodendenkmäler in der oberbayerischen Gemeinde Thaining zusammengestellt. Diese Tabelle ist eine Teilliste der Liste der Bodendenkmäler in Bayern. Grundlage ist die Bayerische Denkmalliste, die auf Basis des Bayerischen Denkmalschutzgesetzes vom 1. Oktober 1973 erstmals erstellt wurde und seither durch das Bayerische Landesamt für Denkmalpflege geführt wird. Die folgenden Angaben ersetzen nicht die rechtsverbindliche Auskunft der Denkmalschutzbehörde.

## Bodendenkmäler der Gemeinde Thaining
| Lage                               | Objekt | Akten-Nr.     | Bild           |
| ---------------------------------- | --- | ------------- | -------------- |
| Thaining (Standort)                | Grabhügel vorgeschichtlicher Zeitstellung. | D-1-8031-0050 |                |
| Thaining (Standort)                | Grabhügel mit Bestattungen des Endneolithikums (Schnurkeramik) und der Hallstattzeit. Siehe auch: neolithikum, Hallstattzeit                                                                    | D-1-8031-0051 |                |
| Thaining (Standort)                | Grabhügel vorgeschichtlicher Zeitstellung. | D-1-8031-0053 |                |
| Thaining (Standort)                | Burgstall des hohen und späten Mittelalters (Ödenburg). Siehe auch: Burgstall, Burgstall Ödenburg                                                                                               | D-1-8031-0054 |                |
| Thaining (Standort)                | Reihengräberfeld des frühen Mittelalters. | D-1-8031-0058 |                |
| Thaining (Standort)                | Untertägige mittelalterliche und frühneuzeitliche Befunde im Bereich der Katholischen Pfarrkirche St. Martin in Thaining und ihrer Vorgängerbauten.                                             | D-1-8031-0160 | weitere Bilder |
| Thaining Grasweg 26 (Standort)     | Untertägige spätmittelalterliche und frühneuzeitliche Befunde im Bereich der Katholischen Filialkirche St. Wolfgang in Thaining mit aufgelassenem Friedhof. Siehe auch: St. Wolfgang (Thaining) | D-1-8031-0161 | weitere Bilder |
| Thaining Kapellenweg 10 (Standort) | Untertägige frühneuzeitliche Befunde im Bereich der Katholischen Bergkapelle Unsere Liebe Frau von Altötting bei Thaining.                                                                      | D-1-8031-0162 | weitere Bilder |
| Thaining (Standort)                | Grabhügel vorgeschichtlicher Zeitstellung. | D-1-8031-0171 |                |
| Thaining (Standort)                | Grabhügel mit Bestattungen der Hallstattzeit. | D-1-8031-0174 |                |
| Thaining (Standort)                | Grabhügel vorgeschichtlicher Zeitstellung. | D-1-8031-0179 |                |